# Rosbruck
Rosbruck est une commune française de l'agglomération de Forbach, située dans le département de la Moselle en région Grand Est. Elle est localisée dans la région naturelle du Warndt et dans le bassin de vie de la Moselle-Est.

## Géographie

### Communes limitrophes
|                         | Morsbach |          |
| Großrosseln (Allemagne) | Rosbruck | Folkling |
|                         | Cocheren |          |

### Hydrographie

#### Réseau hydrographique
La commune est située dans le bassin versant du Rhin au sein du bassin Rhin-Meuse. Elle est drainée par la Rosselle.
La Rosselle, d'une longueur totale de 32,8 km, prend sa source dans la commune de Boucheporn traverse treize communes françaises puis, au-delà de Petite-Rosselle, poursuit son cours en Allemagne où elle se jette dans la Sarre.

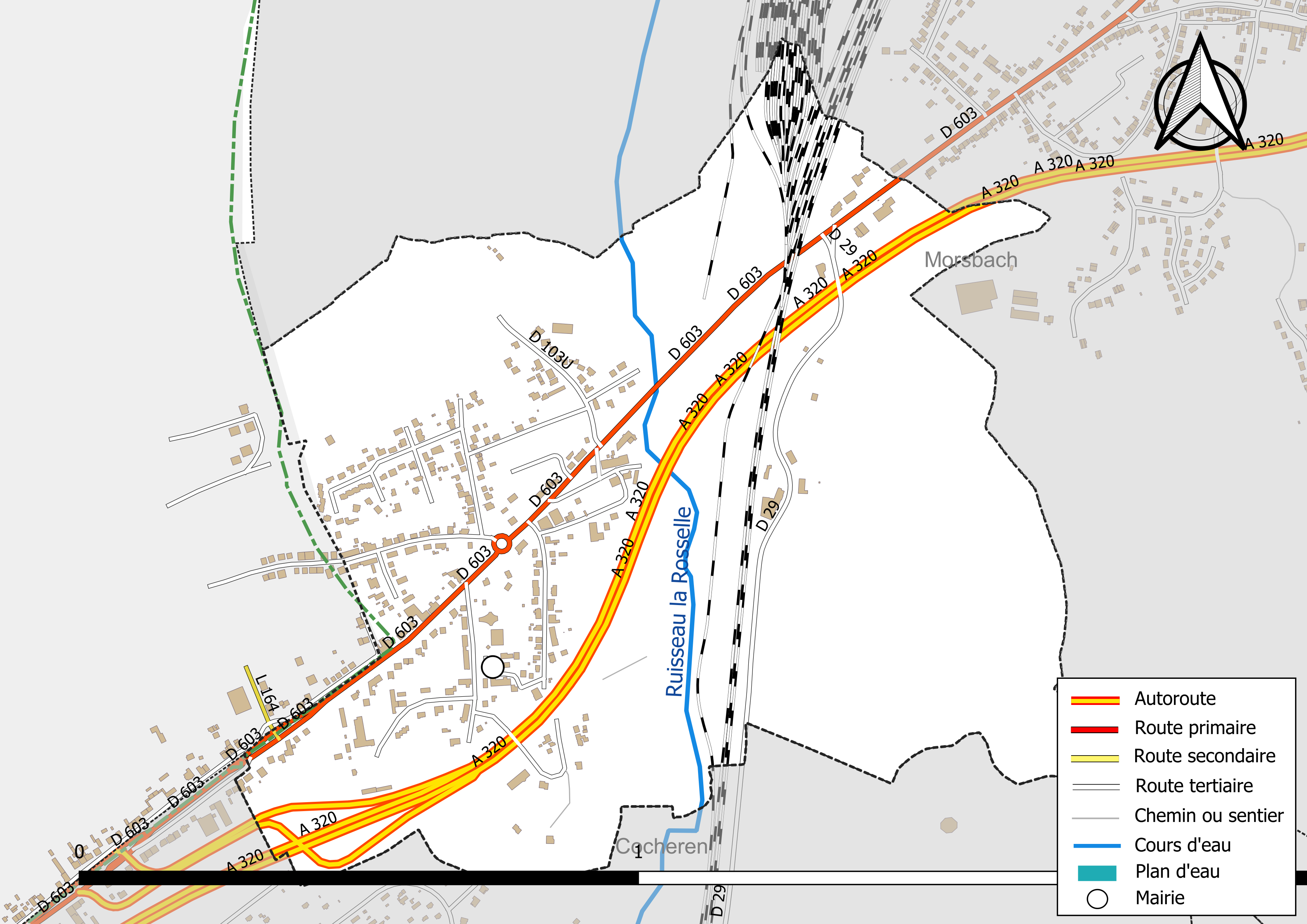
Réseaux hydrographique et routier de Rosbruck.

#### Gestion et qualité des eaux
Le territoire communal est couvert par le schéma d'aménagement et de gestion des eaux (SAGE) « Bassin Houiller ». Ce document de planification, dont le territoire est approximativement délimité par un triangle formé par les villes de Creutzwald, Faulquemont et Forbach, d'une superficie de 576 km2, a été approuvé le 27 octobre 2017. La structure porteuse de l'élaboration et de la mise en œuvre est la région Grand Est. Il définit sur son territoire les objectifs généraux d’utilisation, de mise en valeur et de protection quantitative et qualitative des ressources en eau superficielle et souterraine, en respect des objectifs de qualité définis dans le SDAGE  du Bassin Rhin-Meuse.
La qualité du ruisseau la Rosselle peut être consultée sur un site dédié géré par les agences de l’eau et l’Agence française pour la biodiversité.

### Climat
Pour des articles plus généraux, voir Climat du Grand Est et Climat de la Moselle.
En 2010, le climat de la commune est de type climat des marges montargnardes, selon une étude du Centre national de la recherche scientifique s'appuyant sur une série de données couvrant la période 1971-2000. En 2020, Météo-France publie une typologie des climats de la France métropolitaine dans laquelle la commune est exposée à un climat semi-continental et est dans la région climatique  Lorraine, plateau de Langres, Morvan, caractérisée par un hiver rude (1,5 °C), des vents modérés et des brouillards fréquents en automne et hiver. 
Pour la période 1971-2000, la température annuelle moyenne est de 9,9 °C, avec une amplitude thermique annuelle de 16,9 °C. Le cumul annuel moyen de précipitations est de 794 mm, avec 11,7 jours de précipitations en janvier et 9,4 jours en juillet. Pour la période 1991-2020, la température moyenne annuelle observée sur la station météorologique de Météo-France la plus proche, « Seingbouse », sur la commune de Seingbouse à 5 km à vol d'oiseau, est de 10,5 °C et le cumul annuel moyen de précipitations est de 731,4 mm. 
La température maximale relevée sur cette station est de 37,9 °C, atteinte le 25 juillet 2019 ; la température minimale est de −17 °C, atteinte le 20 décembre 2009,,. 
Les paramètres climatiques de la commune ont été estimés pour le milieu du siècle (2041-2070) selon différents scénarios d'émission de gaz à effet de serre à partir des nouvelles projections climatiques de référence DRIAS-2020. Ils sont consultables sur un site dédié publié par Météo-France en novembre 2022.

## Urbanisme

### Typologie
Au 1er janvier 2024, Rosbruck est catégorisée ceinture urbaine, selon la nouvelle grille communale de densité à sept niveaux définie par l'Insee en 2022.
Elle appartient à l'unité urbaine de Sarrebruck (ALL)-Forbach (partie française), une agglomération internationale regroupant 15  communes, dont elle est une commune de la banlieue,,. Par ailleurs la commune fait partie de l'aire d'attraction de Forbach (partie française), dont elle est une commune de la couronne,. Cette aire, qui regroupe 10 communes, est catégorisée dans les aires de moins de 50 000 habitants,.

### Occupation des sols
L'occupation des sols de la commune, telle qu'elle ressort de la base de données européenne d’occupation biophysique des sols Corine Land Cover (CLC), est marquée par l'importance des territoires artificialisés (66,8 % en 2018), en augmentation par rapport à 1990 (64,2 %). La répartition détaillée en 2018 est la suivante : 
zones urbanisées (36 %), forêts (23,4 %), zones industrielles ou commerciales et réseaux de communication (16,5 %), espaces verts artificialisés, non agricoles (14,3 %), prairies (9,4 %), terres arables (0,4 %). L'évolution de l’occupation des sols de la commune et de ses infrastructures peut être observée sur les différentes représentations cartographiques du territoire : la carte de Cassini (XVIIIe siècle), la carte d'état-major (1820-1866) et les cartes ou photos aériennes de l'IGN pour la période actuelle (1950 à aujourd'hui).

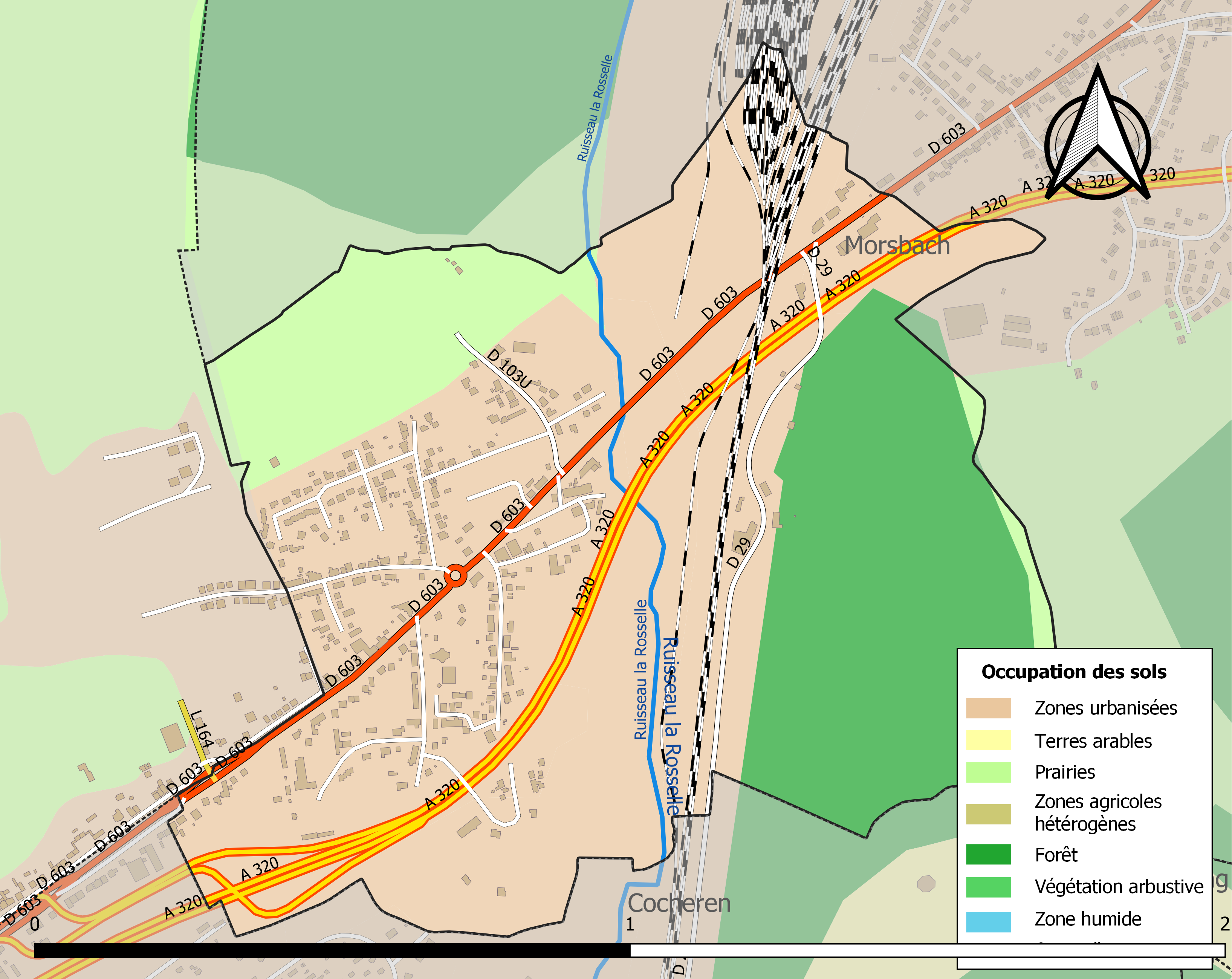
Carte des infrastructures et de l'occupation des sols de la commune en 2018 (CLC).

Après l'arrêt du remblayage d'anciennes galeries minières, des affaissements de terrain jusqu’à -15 mètres ont eu lieu dans le vallon de Weihergraben imposant l'installation de pompes pour éviter l’inondation du quartier.

## Toponymie
- En référence à la rivière "la Rosselle" qui traverse le village + brücke au pluriel : « ponts »[18].
- Rossbrucken en 1365, Rosebrüch en 1544, Rossbrucken en 1594, Rosbuch et Rosbrich en 1771, Rosembrich ou Rosembrick (carte de Cassini), Rosbrie en 1793, Rosbruck en 1801, Roßbrücken/Rossbrücken (1871-1918 et 1940-1944).
- En francique lorrain : Rossbrigg.

## Histoire
- Dépendait de l'ancienne province de Lorraine dans la seigneurie de Hombourg-Saint-Avold.
- 7 août 1870 : combat de Rosbruck durant la guerre franco-allemande de 1870.
- Village détruit à plus de 50 % en 1939-1945.

## Politique et administration
| Période                                  | Période   | Identité          | Étiquette | Qualité |
| ---------------------------------------- | --------- | ----------------- | --------- | ------- |
| 1835                                     |           | Georges Muller    |           |         |
| 1843                                     |           | Jean Fluder       |           |         |
| mars 1995                                | mars 2001 | Roger Guldner     |           |         |
| mars 2001                                | mai 2020  | Pierre Steininger |           |         |
| mai 2020                                 |           | Bernard Betker    |           |         |
| Les données manquantes sont à compléter. |           |                   |           |         |

## Démographie
L'évolution du nombre d'habitants est connue à travers les recensements de la population effectués dans la commune depuis 1800. Pour les communes de moins de 10 000 habitants, une enquête de recensement portant sur toute la population est réalisée tous les cinq ans, les populations de référence des années intermédiaires étant quant à elles estimées par interpolation ou extrapolation. Pour la commune, le premier recensement exhaustif entrant dans le cadre du nouveau dispositif a été réalisé en 2008.

En 2022, la commune comptait 730 habitants, en évolution de −6,05 % par rapport à 2016 (Moselle : +0,52 %, France hors Mayotte : +2,11 %).
| 1800 | 1806 | 1821 | 1836 | 1841 | 1861 | 1866 | 1871 | 1875 |
| ---- | ---- | ---- | ---- | ---- | ---- | ---- | ---- | ---- |
| 168  | 170  | 259  | 255  | 278  | 320  | 322  | 242  | 240  |

| 1880 | 1885 | 1890 | 1895 | 1900 | 1905 | 1910 | 1921 | 1926 |
| ---- | ---- | ---- | ---- | ---- | ---- | ---- | ---- | ---- |
| 252  | 269  | 329  | 382  | 461  | 559  | 693  | 707  | 727  |

| 1931 | 1936 | 1946 | 1954 | 1962  | 1968  | 1975  | 1982  | 1990  |
| ---- | ---- | ---- | ---- | ----- | ----- | ----- | ----- | ----- |
| 769  | 786  | 602  | 769  | 1 007 | 1 011 | 1 019 | 1 016 | 1 014 |

| 1999 | 2006 | 2008 | 2013 | 2018 | 2022 | - | - | - |
| ---- | ---- | ---- | ---- | ---- | ---- | - | - | - |
| 912  | 789  | 763  | 771  | 750  | 730  | - | - | - |

## Culture locale et patrimoine

### Lieux et monuments
- Passage de la voie romaine de Metz au Hérapel.
- Église Saint-Hubert, reconstruite en 1960.

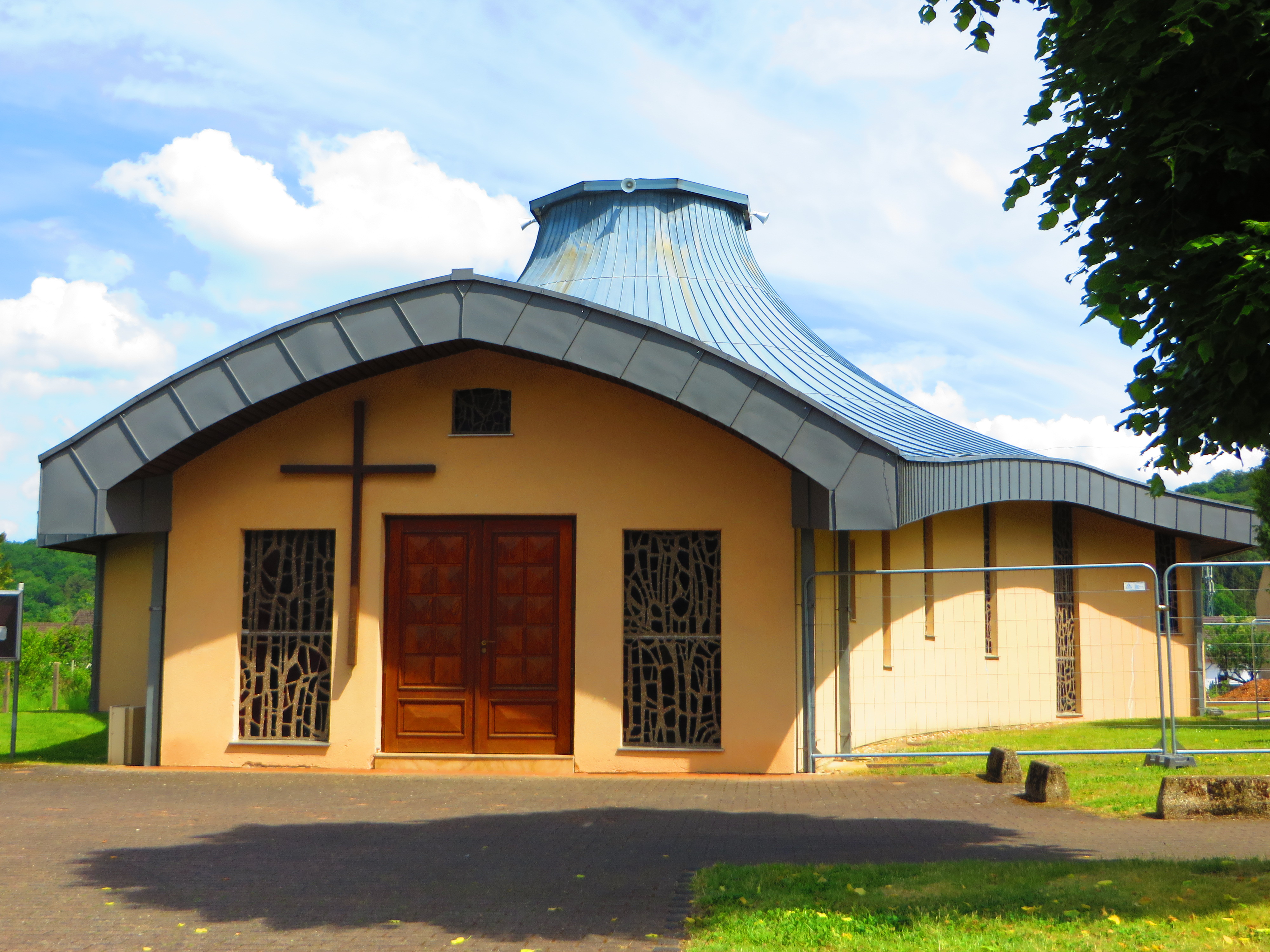
Église Saint-Hubert.
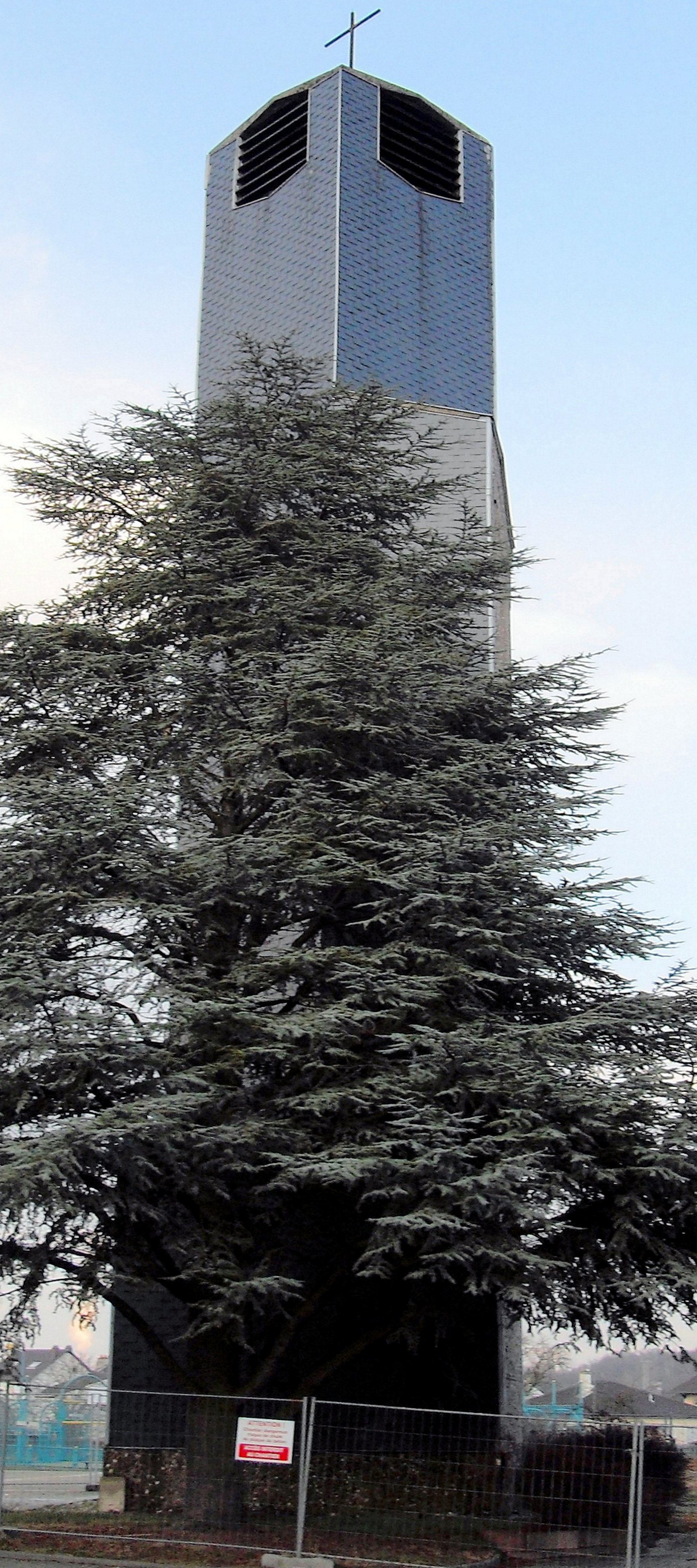
Clocher de l'ancienne église.

## Héraldique
| Blason de Rosbruck | Blason  | De gueules au pont de trois arches d'argent sur une rivière d'azur, surmonté d'un massacre crucifère d'or. |
| Blason de Rosbruck | Détails | Le statut officiel du blason reste à déterminer.                                                           |